# Rutilia vivipara
Rutilia vivipara là một loài ruồi trong họ Tachinidae.